# 國歌大觀
《國歌大觀》（日语：／ Kokkataikan */?）、《續國歌大觀》（日语：／ Zokukokkataikan */?）以及《新編國歌大觀》（日语：／ Shinpenkokkataikan */?），是日本的和歌集索引。

## 國歌大觀
《國歌大觀》相對於《續國歌大觀》又稱為正篇，分為歌集和索引兩部分，收錄二十一代集、《萬葉集》、《新葉和歌集》、歷史歌集（《古事記》、《日本書紀》、《續日本紀》、《日本後紀》、《續日本後紀》、《三代實錄》、《榮花物語》、《大鏡》、《保元物語》、《平治物語》、《平家物語》、《水鏡》、《今鏡》和《增鏡》的作品）以及日記草子歌集（《土佐日記》、《蜻蛉日記》、《枕草子》、《紫式部日記》、《和泉式部日記》和《更級日記》的和歌）、物語歌集（《竹取物語》、《伊勢物語》、《堤中納言物語》、《濱松中納言物語》、《落窪物語》、《大和物語》、《源氏物語》、《狹衣物語》、《今昔物語集》和《宇治拾遺物語》的和歌），總共53本歌集，每本歌集內，在和歌的上方均按順序編排號碼，到下一本時又重新開始編排，索引部分則將一首和歌分成五句，各自按五十音來排序，並且記載該首和歌的編號以及其出自歌集的略稱，這個編號即國歌大觀編號（〔〕）。由木村正辭、本居豐穎、小杉榲邨、井上賴圀和落合直文監修，編輯則由渡邊文雄與松下大三郎負責，成書於1900年，分成歌集和索引，由紀元社在同年出版，其後又以歌集部三冊，索引部四冊的形式由川合松平出版，歌集部三冊先後在1901年12月29日、1902年2月28日和1903年3月15日出版，索引部四冊則先後在1902年5月、7月、9月以及1903年3月15日出版，同年各自合併成一冊，由秀英舍負責印刷，也有版本是歌集部和索引部合併成同一冊，在同時期也有由教文社出版的版本。1907年10月10日，《國歌大觀》由大日本圖書修正後重印，總共收錄約5萬首作品。1925年7月和1931年2月，《國歌大觀》先後由紀元社和中文館書店重印。1951年11月10日，角川書店接手重印，直至1976年8月30日為止，重印了八次。

## 續國歌大觀
《續國歌大觀》是《國歌大觀》的續篇，同樣分為歌集和索引兩部分，收錄六家集、歌仙家集（三十六人集）、諸家集（總共63名歌人）、私撰集（古今和歌六帖）以及歌合（寬平御時後宮歌合、亭子院歌合、天德四年內裏歌合、高陽院七番歌合、千五番歌合和六百番歌合），總共113輯歌集。與《國歌大觀》不同的是，《續國歌大觀》沒有按歌集來重新編排號碼，而是全書直接按順序來編排，索引部分也僅有首句和第四句可供查找。由木村正辭、本居豐穎和井上賴圀監修，松下大三郎負責編輯，以國歌大觀刊行會的名義於1910年9月25日、1911年1月30日以及同年9月23日出版，同年9月合併成一冊由朝比奈秀文院出版。1925年10月15日，僅由木村正辭和井上賴圀監修，松下大三郎編輯的增補改訂版本由紀元社書店出版，以補遺的方式增補《和泉式部集》，此版本在每頁上方均標示該頁開首的和歌編號，總共收錄41,076首和歌，索引則在1926年5月5日出版，其後在1931年2月由中文館書店重印。1958年3月10日，角川書店接手重印，直至1976年8月30日為止，重印了七次。
| 大江千里集   | 元良親王御集   | 清慎公集           | 西宮左大臣御集   | 海人手子良集     | 御堂關白集         | 本院侍從集 | 清少納言集 | 紫式部集           |
| 伊勢大輔集   | 曾丹集         | 實方朝臣集         | 前大納言公任卿集 | 祭主輔親卿集     | 藤原長能集         | 馬內侍集   | 惠慶法師集 | 安法法師集         |
| 小馬命婦集   | 為賴朝臣集     | 閑院左大將朝光卿集 | 藤原義孝集       | 權中納言定賴集   | 大貳三位集         | 辨乳母集   | 出羽辨集   | 祐子內親王家紀伊集 |
| 源賢法眼集   | 大納言經信卿集 | 津守國基集         | 讚岐入道集       | 藤原基俊家集     | 左京大夫顯輔卿集   | 清輔朝臣集 | 故刑部卿集 | 寂然法師集         |
| 北院御室御集 | 式子內親王集   | 待賢門院堀川集     | 權中納言俊忠卿集 | 中納言雅兼卿集   | 成通卿集           | 登蓮法師集 | 相如集     | 源三位賴政卿集     |
| 二條院讚岐集 | 小侍從集       | 按納言集           | 忠度集           | 前大納言實國卿集 | 入道大納言資賢卿集 | 鴨長明集   | 惟宗廣言集 | 源師光集           |
| 金槐和歌集   | 源有房朝臣集   | 藤原隆祐朝臣集     | 菅原在良朝臣集   | 俊成卿女集       | 兼好法師集         | 慶運法印集 | 慕景集     | 和泉式部集         |

## 新編國歌大觀
《新編國歌大觀》是繼承《國歌大觀》宗旨的改編版本，歌集和索引各十卷，總共20冊，收錄歌集達1,162本，總共444,646首和歌，文字數達21,646,570字，印刷和裝訂是凸版印刷，裝幀則是伊藤鑛治，最初僅打算出版5卷，連同索引總共10冊。《新編國歌大觀》十卷分別是第一卷「敕撰集編」、第二卷「私撰集編」、第三卷「私家集編Ⅰ」、第四卷「私家集編Ⅱ、定數歌編」、第五卷「歌合編、歌學書、物語、日記等收錄歌編」、第六卷「私撰集編Ⅱ」、第七卷「私家集編Ⅲ」、第八卷「私家集編Ⅳ」、第九卷「私家集編Ⅴ」以及第十卷「定數歌編Ⅱ、歌合編Ⅱ、補遺編」，採取《國歌大觀》的做法，按歌集來替和歌加上編號，如果出現與國歌大觀編號不相同的情況，便同時標示兩個編號，左邊的是舊編號，右邊的是新編號，即新編國歌大觀編號（新編国歌大観番号），索引也沿用《國歌大觀》五句索引的做法。由《新編國歌大觀》編集委員會負責編輯，成員是谷山茂、田中裕、後藤重郎、樋口芳麻呂、橋本不美男、藤平春男、島津忠夫、井上宗雄、有吉保、片桐洋一、福田秀一以及久保田淳，在1983年2月8日至1992年4月10日期間由角川書店出版。1996年8月21日，推出CD-ROM版，2003年6月10日推出新的CD-ROM版，2012年1月25日至3月27日由角川學藝出版推出隨需打印版本，同年12月25日推出DVD-ROM版。2018年4月1日，《新編國歌大觀》在JapanKnowledge上公開，另外也收錄於日本文學網絡圖書館。此外，和泉書院也出版以《新編國歌大觀》為底本的敕撰集、新葉集以及私撰集的歌人索引，《國書人名辭典》則在各歌人的項目中以新編國歌大編號來記載其敕撰歌。

### 註解
1. ↑  當時找不到出版社的松下大三郎成功說服其同鄉，在東京府東京市京橋區（日语：京橋区）南鍋町一丁目二（現東京都中央區銀座五至六丁目[6]）設店的西裝商人川合松平[7]，讓其成為《國歌大觀》的版元（日语：版元）[8]。
2. ↑  國立國會圖書館收藏的版本則有訂正印（日语：訂正印），分別修正為1901年12月31日、1902年3月3日和1903年3月18日出版[4]。